# PipMaster
pipMaster, vlastním jménem David Kubricht (* 8. března 1971, Praha) je český youtuber a odborník na grilování a barbecue. 

## Youtube kariéra

### Přezdívka pipMaster
Přezdívku pipMaster si David Kubricht zvolil jako kombinaci slov označení pitmasterů, mistrů jámy, protože v Americe se dříve grilovalo v zemi a jeho osobní přezdívky "pip", kterou ho přezdívali od mládí.

### Tvorba
Mezi 71 tisíci odběrateli svého pořadu boduje nejen neotřelými grilovacími recepty, ale i osobitým neuhlazeným projevem. Prosazuje celoroční grilování, zejména v zimě a sám tvrdí, že na grilu lze udělat skoro cokoli a kdekoli.  Dokonce i guláš nebo knedlíky.
Od roku 2022 účinkuje jako průvodce grilovacího seriálu na portálu iDNES.cz.
V květnu 2023 se stal tváří českého svátku masa Masobraní a v červnu spustil vlastní streamovací platformu pipMaster Grill Academy.

## Vzdělání
David Kubricht se v roce 1989 vyučil mechanikem seřizovačem obráběcích strojů a automatických linek na Středním odborném učilišti Aero Vodochody, které zakončil maturitní zkouškou.  